# 104 Herculis
104 Herculis (A Herculis) é uma estrela na direção da Hercules. Possui uma ascensão reta de 18h 11m 54.17s e uma declinação de +31° 24′ 19.0″. Sua magnitude aparente é igual a 4.96. Considerando sua distância de 601 anos-luz em relação à Terra, sua magnitude absoluta é igual a −1.37. Pertence à classe espectral M3III.